# 并爪铁甲属
并爪铁甲属（学名：Sinispa）为金花虫科的一个属。

## 下属物种
本属包括以下物种：
- 大屿并爪铁甲 Sinispa tayana (Gressitt, 1939)
- 云南并爪铁甲 Sinispa yunnana Uhmann, 1938